# Ma Lin (general)
Ma Lin (Xiao'erjing: ﻣَﺎ  لٍ‎ , en chino tradicional, 馬麟; en chino simplificado, 马麟; pinyin, Mǎ Lín; Wade-Giles, Ma Lin; 1873 – 26 de enero de 1945) fue el gobernador de Qinghai entre 1931 y 1938 y el hermano de Ma Qi. Musulmán nacido en 1873, en Linxia, Gansu, acedió a los mismos cargos que había ostentado su hermano, siendo general de la provincia sudoriental de Gansu, así como consejero del gobierno provincial de Qinghai y jefe del Buró de Construcción de la Provincia de Qinghai. Su padre fue Ma Haiyan.

## Biografía
El padre de Ma Lin, Ma Haiyan, participó en la Rebelión Bóxer, combatiendo en la Batalla de Langfang. Falleció de causas naturales en 1900.
Ma Lin asistió al Xidaotang para una ley contra Ma Anliang tras la muerte de este en 1919, para obtener reconocimiento como una legítima secta musulmana.
Su sobrino nieto Ma Zhongying capturó la ciudad de Hezhou en la década de 1920 en una batalla durante el Conflicto musulmán en Gansu (1927–1930), y liquidó el ejército de Ma Lin, el cual fue enviado para recuperar la ciudad. Ma Lin derrotó a Ma Ting-hsiang (Ma Tingxiang).
Ma Lin sucedió a su hermano Ma Qi como Gobernador de Qinghai tras la muerte de este en 1931, pero el verdadero poder military recayó en su sobrino, el General Ma Bufang, quien sucedió a su padre Ma Qi como comandante militar.
En 1932, durante su administración de Qinghai, estalló la Guerra sino-tibetana. El representante personal de Ma Lin era Chao Pei-lei.
Ma Lin mantuvo la posición de gobernador civil, mientras que Ma Bufang era el Gobernador Militar. Tuvieron conflictos entre sí y no se llevaban bien. El pueblo no admiraba a Ma Bufang tanto como a su tío Ma Lin, quien era adorado. Ma Lin trabajó en el yamen del gobernador durante su régimen. Su secretario se llamaba Feng.
En el otuño de 1936, Ma Bufang comenzó a moverse para expulsar a su tío del poder y reemplazarlo. Ma Bufang desestabilizó su posición hasta que Ma Lin renunció y se marchó a hacer el Hajj a La Meca. El siguiente cargo de Ma Lin fue como miembro del Comité del Gobierno Nacional. En una entrevista dijo poseer "una gran admiración e incuestionable lealtad hacia Chiang Kai-shek", así como interesarse en el progreso de la segunda guerra sino-japonesa.
Se dice que era muy pío y su mezquita his familiar se encontraba bien conservada. La nueva secta Yihewani (Ikhwan) fue patrocinada y apoyada por Ma Lin y Ma Bufang para ayudar a modernizar la sociedad y la educación, así como reformar las antiguas tradiciones.
En 1942, Ma Lin prestó servicio en el 36to Consejo de Estado, siendo uno de los dos únicos miembros musulmanes, junto al uigur Masud Sabri.
Marchó a hacer la Hajj hacia La Meca. Aproximadamente 123 personas lo acompañaron, incluyendo los imanes Ma Debao y Ma Zhengqing, quienes trajeron consigo la ideología Salafí/Wahhabí a China, las cuales pronto fueron declaradas heréticas por los imanes Yihewani. El sobrino de Ma Lin, Ma Bufang, ya Gobernador de Qinghai, persiguió a los nuevos Salafíes Wahhabíes.
Ma Lin falleció de causas naturales el 26 de enero de 1945.
El hijo mayor de Ma Lin, Ma Burong (Ma Pu-jung) 馬步榮 se unió a los comunistas después de 1949 y donó 10,000 Yuanes para apoyar a las  tropas chinas en la guerra de Corea. Tenía otro hijo, Ma Buyuan (Ma Pu-yüan) 馬步援.